# Instituições políticas da Roma Antiga
Esta é uma lista de tópicos relacionados com as instituições políticas da Roma Antiga.

## Governantes
- Lista de cônsules imperiais
- Lista de cônsules republicanos
- Lista de imperadores romanos
- Lista de reis de Roma

## Corpos políticos
- Assembleias romanas
  - Assembleia das centúrias
  - Assembleia curiata
- Senado romano

## Cargos políticos
- cônsul
- censor
- ditador romano
- edil
- legado
- pretor
- príncipe do senado
- promagistrados
- questor
- tribuno

## Facções políticas
- Optimates (conservadores)
- Populares
- patrícios e plebeus

## Outros
- cursus honorum
- imperator
- imperium
- Direito Romano
- Triunviratos